# Freee
フリー株式会社（英: freee K.K.）は、東京都品川区に本社を置き、統合型クラウド会計ソフト「freee会計」や労務管理システム「freee人事労務」をはじめとした、法人・個人向けのSaaS型クラウドサービスを開発、運営するフィンテック企業である。

## 概要
2012年にGoogle出身の佐々木大輔らが設立。
2013年3月にクラウド会計ソフト「freee」をリリースする。同様にクラウド上で会社設立に必要な書類を出力し法人登記や設立後に必要な手続きを行う「会社設立 freee」を2015年に、2017年に勤怠や労務手続き、給与計算を行う「人事労務 freee」などをリリースする。
個人事業主などのスモールビジネスをターゲットとしており、2018年3月時点で「freee」の利用経験がある事業所は日本で約100万となっている。クラウド会計・人事労務ソフトの法人シェアにおいては1位となっている。

### 資金調達
正式リリース前となる2012年12月にアメリカ合衆国のベンチャーキャピタルであるDCMベンチャーズから5000万円を調達した。以後も、2015年に35億円、2016年に33億円、2018年に65億円を調達している。
累計資金調達額は161億円。

## 沿革
- 2012年
  - 7月 - 創業。
  - 12月 - DCMより約5000万円を調達。
- 2013年
  - 3月 - 全自動のクラウド会計ソフトfreee をリリース。
  - 7月 - 2.7億円を調達[10]。
- 2014年
  - 9月 - DCM、IVP、Pavilion Capital (Temasek)、およびリクルートより計14億円超を調達[11]。
  - 10月 - クラウド給与計算ソフト「freee」を正式リリース。
- 2015年
  - 5月 - e-gov APIを利用した日本初の労働保険申告機能をリリース。
  - 6月 -「会社設立 freee」をリリース。
  - 8月 - DCM、リクルート等より、35億円を調達[12]。
  - 12月 - 金融機関向けプロダクトを開始し、複数行との連携を開始。
  - 12月 - SBIインベストメントより、10億円を調達[13]。
- 2016年
  - 6月 - AI研究に特化した、スモールビジネスAIラボを創設。
  - 10月 -「開業 freee」をリリース。
  - 10月 - みずほ銀行とAPI連携。メガバンクとのAPI連携は国内初。
  - 10月 - 国内初、ジャパンネット銀行とクラウド会計ソフトデータを活用した融資審査を開始。
  - 10月 - 国内初、会計から申告までの業務をクラウドで完結させる「申告freee 」の提供を開始。
  - 12月 - 未来創生ファンド等より33.5億円の追加増資を実施[14]。
- 2017年
  - 3月 - 上場会社（監査）にも対応したエンタープライズプランをリリース。
  - 4月 - 最適な経営アドバイスを可能にする新機能「リアルタイム経営シグナル」をリリース。
  - 7月 - 事業用クレジットカード「freee カード」を開発。
  - 8月 - 給与計算freee を人事労務freeeにリブランド。
- 2018年
  - 3月 - 民泊開始手続きのサポートを行う「民泊開業 freee」をリリース。
  - 5月 - 国内初、人工知能を活用した月次監査サービス「AI月次監査」機能をリリース。
  - 7月 -「会計 freee」上で「予算・実績管理」機能リリース。
  - 8月- 三菱UFJ銀行、LINEらより、65億円を調達[15]。
  - 9月 - 電子決済等代行業第一号として登録。
  - 11月 -「freee連結決算キット」提供開始。
- 2019年
  - 1月 - アプリケーションプラットフォーム「freeeアプリストア」をリリース[16]。
  - 12月 - 東京証券取引所マザーズへ上場[17]。
- 2020年
  - 4月 - 「プロジェクト管理freee(現・freee工数管理)」をリリース[18]。
- 2025年
  - 9月 - GMOクリエイターズネットワーク株式会社を子会社化（予定）[19][20]。

## サービス
- 会計freee

2013年3月にサービスを開始。サービス開始2週間で約1600事業所、2万7200件の明細処理を実行した。
- 人事労務freee
- 申告freee
- マイナンバー管理freee

- 会社設立 freee

2015年6月に、会社設立に必要な書類をオンライン上で作成できる「会社設立 freee」の提供を開始した。
- 開業freee
- フリーカード

- freeeプロジェクト管理

## 受賞など
- 2013年
  - 5月 - 「IVS 2013 Spring LaunchPad」優勝
  - 9月 - ASPIC ASP・SaaS クラウドアワード 2013 ベストイノベーション賞　受賞[23]
  - 10月 - グッドデザイン賞「クラウド会計ソフト freee」[24]
- 2014年
  - 1月 - 日経ビジネス「THE 100 2014 日本の主役」に佐々木大輔が選出[25]
  - 12月 - NTTデータ　豊洲の港から Presents オープンイノベーションコンテスト“　優秀賞[26]
- 2016年
  - 2月 - 働きがいのある会社ランキング 2016　従業員100ー999人部門 4位[27]
- 2017年
  - 8月 - 経産省後援第2回HRテクノロジー大賞「労務・福利厚生サービス部門」優秀賞[28]
  - 10月 - 「クラウド申告 freee」が「2017年度 グッドデザイン賞」を受賞[29]
  - 11月 - 総務省後援第11回 ASPIC IoT・クラウドアワード、SaaS部門「基幹業務系分野グランプリ」[30]
  - 12月 - 「Referral Recruiting AWARD」受賞[31]

## イメージキャラクター
2015年2月1日より、テレビCMを放映している。ツバメに扮したタレントの小林歩乃佳が出演。放映エリアは、東京都、茨城県、栃木県、群馬県、埼玉県、千葉県、神奈川県、山梨県、静岡県。

## 訴訟
競合他社であるマネーフォワード製品の勘定科目に関する自動仕訳の機能がfreeeの特許を侵害していると2016年12月に提訴したが、2017年7月にマネーフォワードが勝訴している。
ソフトウエア特許の侵害を立証するために、被告側（この場合はマネーフォワード）に裁判所から出される文書提出命令という手続きがある。ソフトウェア開発の設計書といったドキュメント類を原告側（この場合はfreee）に提示するのだが、営業機密に関わるため被告側にさまざまな不利益が発生するおそれもある。このため、被告に証拠となる文書の提出を拒否するだけの正当な理由があるかどうかを裁判官等が文書を見て確認する手続き「インカメラ手続き」が採用された。今回、インカメラ手続きにより、原告側からの文書提出命令は却下されたが、ソフトウエア関連の発明に関する裁判で、インカメラ手続きが活用された点を評価する向きもある。